# Glukos-6-fosfatdehydrogenas

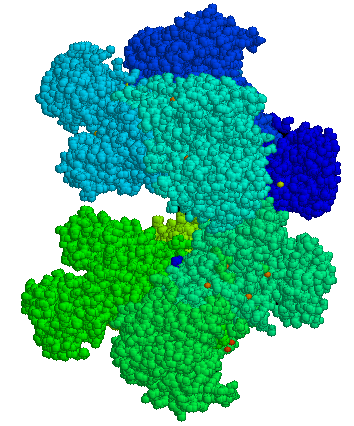
Illustration som visar 3D-strukturen av glukos-6-fosfatdehydrogenas-enzymet.

Glukos-6-fosfatdehydrogenas är ett enzym som katalyserar omvandlingen av glukos-6-fosfat till 6-fosfoglukonolakton. Enzymet är en del av pentosfosfatvägen. Pentosfosfatvägen är viktig eftersom det reducerande ämnet NADPH bildas. Kroppen använder NADPH till flera viktiga funktioner, bland annat till att återbilda glutation, som är en av kroppens viktigaste antioxidanter.

## Favism och glukos-6-fosfatdehydrogenas-brist
Röda blodceller har inga andra sätt att bilda NADPH från än genom enzymet glukos-6-fosfatdehydrogenas. Personer med brist på detta enzym kommer att få röda blodkroppar som är väldigt känsliga för oxidativ stress. Detta gör att blodcellerna lätt brister när nivåerna av fria syreradikaler ökar. Detta sker exempelvis vid infektioner, intagandet av vissa läkemedel samt av viss föda. Framför allt bondbönor, även kända som favabönor, har denna effekt. Därför kallas enzymbristen för just favism. Sjukdomen är en X-bunden recessiv genetisk sjukdom, vilket medför att män oftare drabbas av den än kvinnor, eftersom de bara har en X-kromosom.
Sjukdomen medför anemi eftersom de röda blodkropparna skadas så lätt. Behandlingen av lättare favism går därför ut på tillskott av bland annat vitamin B12, som behövs för att bilda nya erytrocyter. Vid svåra fall av akut favism kan personen drabbas av koma, och behöver blodtransfusioner för att upprätthålla tillräcklig syresättning av vävnaderna.
Glukos-6-fosfatdehydrogenas-brist är den vanligast förekommande av de ärftliga enzymbristsjukdomarna. Det beräknas att över 400 miljoner personer lider av brist på detta enzym. Incidensen är högst, cirka 25 %, bland personer som stammar från områdena kring Medelhavet, tropiska delarna av Afrika samt tropiska och subtropiska delarna av Asien.

### Malaria
Glukos-6-fosfatdehydrogenas-brist har en evolutionär fördel i och med att sjukdomen leder till destabiliserade erytrocyter. Detta skyddar bärare av enzymsjukdomen från malaria, eftersom malariaparasiten behöver stabila erytrocyter för att den skall kunna genomföra sin livscykel och överleva i kroppen. Antimalariamedlet primakin fungerar på samma sätt, nämligen att det destabiliserar röda blodkroppar så att de brister när malariaparasiten koloniserar dem.